# 은석초등학교 (충남)
은석초등학교는 대한민국 충청남도 천안시 동남구에 있는 공립 초등학교이다.

## 학교 연혁
- 1949년 9월 30일: 개교
- 1996년 3월 1일: 은석초등학교로 개칭
- 2016년 3월 1일: 6학급 편성, 병설유치원 1학급
- 2017년 3월 1일: 6학급 편성, 병설유치원 1학급

## 참고 자료
- 은석초등학교 - 한국교육학술정보원 학교알리미